# Vinci Concessions
Vinci Concessions est une entité du groupe Vinci spécialisée dans la conception, le financement, la construction, l'opération et la maintenance d'infrastructures de transport comprenant ses filiales Vinci Airports, Vinci Highways et Vinci Railways.
En 2024, son chiffre d'affaires est de 11 651 millions d'euros. 

## Domaines d'activités
Développeur de concessions nouvelles et actionnaire d'un portefeuille de concessions en exploitation, Vinci Concessions est présent dans le transport (routes, autoroutes, liaisons ferroviaires, aéroports) et les équipements publics.

## Historique
En 1995, Vinci Concessions obtient sa première concession pour les aéroports de Phnom Penh et Siem Reap au Cambodge.
En 2010, Réseau Ferré de France désigne LISEA comme attributaire du contrat de concession pour construire et maintenir la LGV Tours-Bordeaux.
En 2013, Vinci Concessions fait l’acquisition de l'opérateur aéroportuaire ANA, mis en vente par le Portugal pour réduire sa dette.
Entre 2015 et 2018, Vinci Concessions fait l’acquisition de trois aéroports au Japon : Kansai International, Osaka Itami et Kobe.
En 2019, l’aéroport de Londres Gatwick intègre à son tour le réseau Vinci Airports.
En 2021, la B247 en Allemagne est la première route fédérale à être attribuée à un opérateur privé dans le cadre d’un partenariat public privé.

## Filiales
Vinci Concessions est composé de différentes filiales, intervenant dans divers domaines d'activité.
- Vinci Airports
- Vinci Highways, qui gère un réseau de plus de 3 500 kilomètres dans 15 pays dont une partie d'infrastructures[7].
- Vinci Autoroutes, qui est composé de cinq sociétés : Autoroutes du sud de la France (ASF), Cofiroute, Escota, Arcour et Arcos[8].
- Vinci Railways est chargé du financement, de la construction et de la maintenance d'infrastructures ferroviaires.
- Vinci Stadium :
  - Stade de France (à 67 %)
  - MMArena
  - Allianz Riviera
  - Nouveau stade de Bordeaux

## Affaires

### Autoroute Moscou-Saint-Pétersbourg
En juin 2013, Russie-Libertés, Sherpa, CEE Bankwatch Network, MOBO Princip et des écologistes russes, dont Evguenia Tchirikova, déposent plainte auprès du parquet de Nanterre contre Vinci Concessions Russie et contre X sur des soupçons de corruption dans le cadre de la passation d'un marché public pour la construction et la concession d'exploitation de l'autoroute Moscou-Saint-Pétersbourg,. La plainte est appuyée par des éléments collectés avec l'aide de journalistes russes. Les demandeurs mettent en cause les conditions de l'appel d'offres, l'implication de hauts fonctionnaires et de l'oligarque Arkadi Rotenberg, ainsi que des ramifications financières aboutissant à Chypre, pays considéré comme un paradis fiscal.